# أيضة أولية
النواتج الأيضية الأولية أو الأيضات الأولية هي نوع من النواتج الأيضية التي تشارك بشكل مباشر في عمليات النمو والتطور والتكاثر للكائن الحي. وهي تقوم غالبا بوظيفة فسيولوجية في الكائن الحي (وظيفة داخلية). الأيضات الأولية توجد في العديد من الكائنات الحية والخلايا. ويشار إليها أيضا بمسمى الأيضة الرئيسية أو المركزية والتي تحمل معنى مقيدا أكثر (توجد في الكائنات الحية والخلايا التي تنمو بشكل تلقائي). بعض الأمثلة الشائعة على أيضات أولية تشمل: الإيثانول وحمض اللبنيك وبعض الحموض الأمينية المعينة.
على نحو معاكس فإن الأيضات الثانوية لا تشارك بشكل مباشر في هذه العمليات، ولكن عادة لها دور بيئي مهم (وظيفة رابطة أو علائقية).